# Gu Kaizhi
Gu Kaizhi (顧愷之T, Gù KǎizhīP; Wuxi, 344 – 406) è stato un pittore cinese.
Poeta e teorico dell'arte, fu il primo grande pittore su rotoli e autore di celebri dipinti quali Ammonimenti dell'istitutrice alle dame di corte e Istruzioni alle donne illustri.
Filosofo taoista, condusse una vita vivace e più volte si mostrò estremamente cinico.
Gu Kaizhi (344-406 circa) nasce a Wuxi, nella provincia di Jiangsu, lavora come ufficiale di governo fin dal 366, ma i suoi meriti sono da ricercare non solamente in ambito politico: egli, infatti, eccelle nella scrittura poetica e saggistica, nella pittura e nella calligrafia cinese. 
Gu elabora innumerevoli teorie di pittura, che raccoglie in tre libri: Sulla pittura, Introduzione alle pitture famose delle dinastie Wei e Jin e Dipingendo il monte Yuntai. 
Secondo le documentazioni storiche ha realizzato nel corso della sua vita più di 70 dipinti, che rappresentano principalmente figure umane e divine, animali, montagne e fiumi. Tra le opere più famose attribuitegli ritroviamo il Buddha del Tempio di Nanjing (realizzato per raccogliere i fondi per la costruzione del tempio stesso), Ammonimenti dell'istitutrice alle dame di corte e La ninfa del fiume Luo. Molte delle opere di Gu Kaizhi appartengono oggi a musei internazionali.
La pittura cinese si sviluppa molto nel periodo che va all'incirca dal 220 al 581. Nonostante le guerre e i cambiamenti dinastici che si succedono in questi 300 anni, infatti, la vita culturale cinese rimane molto attiva grazie anche alle varie scuole che danno un grande impulso allo sviluppo artistico. Molte sono le pitture tombali, le sculture in pietra e in mattoni e dipinti laccati realizzati da virtuosi che emergono proprio in questo periodo negli ambiti della calligrafia cinese e della pittura. Vengono inoltre teorizzate delle regole pittoriche, come la Teoria grafica e la Teoria delle Sei Regole, che ritroviamo alla base dell'odierna pittura cinese. 
Tra questi virtuosi, uno dei più importanti e noti è appunto Gu Kaizhi, riconosciuto come il fondatore della pittura tradizionale cinese, i cui dipinti si può dire siano l'emblema di quel momento artistico.